# Guivel (Meri)
Ne doit pas être confondu avec Guivel (Douroum).
Guivel (Meri) est un village situé dans la Région de l'Extrême-Nord du Cameroun, dans le département du Diamaré et la commune de Meri. Il dépend du canton de Meri et ne doit pas être confondu avec son homonyme Guivel (Douroum) qui relève du canton de Douroum, bien que tous les deux se trouvent dans l'arrondissement de Meri.

## Population
En 1974, la localité comptait 317 habitants, des Moufou.
Lors du recensement de 2005, on y a dénombré 514 personnes, dont 241 hommes (46,88%) et 273 femmes (53,12%). 

## Économie
En 2016, la localité de Guivel comporte de nombreux projets identifiés dans le plan communal de Développement à l’instar de la réalisation d’un forage MH ; l’étude de faisabilité pour la création d’un centre de santé ; le plaidoyer pour la création d’un Collège d’Enseignement Secondaire, l’aménagement du tronçon Guivel-Meri. La localité est classée 1re dans l’ordre de financement du plan communal.